# Борго Санто (Белуно)
Борго Санто (итал. Borgo Santo) је насеље у Италији у округу Белуно, региону Венето.
Према процени из 2011. у насељу је живело 70 становника. Насеље се налази на надморској висини од 307 м.